# 朗格 (阿拉巴馬州)
朗格（英語：Range）是一個位於美國阿拉巴馬州科尼卡縣的非建制地區。該地的面積和人口皆未知。

## 地理
朗格的座標為31°18′46″N 87°14′08″W / 31.31277°N 87.23555°W，而該地最高點為海拔高度81米（即266英尺）。